# Jason Rouser
Jason Rouser (* 22. März 1970 in Tucson) ist ein ehemaliger US-amerikanischer Sprinter, der sich auf den 400-Meter-Lauf spezialisiert hatte.
1993 wurde er bei den Leichtathletik-Hallenweltmeisterschaften in Toronto Sechster im Einzelbewerb und siegte in der 4-mal-400-Meter-Staffel.
Bei den Olympischen Spielen 1996 in Atlanta wurde er im Vorlauf und im Halbfinale der 4-mal-400-Meter-Staffel eingesetzt und trug so zum Gewinn der Goldmedaille durch das US-Team bei.
Bei den Hallenweltmeisterschaften 1997 in Turin siegte er erneut mit der US-amerikanischen 4-mal-400-Meter-Stafette.

## Persönliche Bestzeiten
- 200 m: 20,45 s, 20. Mai 1991, Lincoln
- 400 m: 44,77 s, 17. Juni 1996, Atlanta
  - Halle: 46,11 s, 21. Februar 1993, Boston